# Mort Weiss

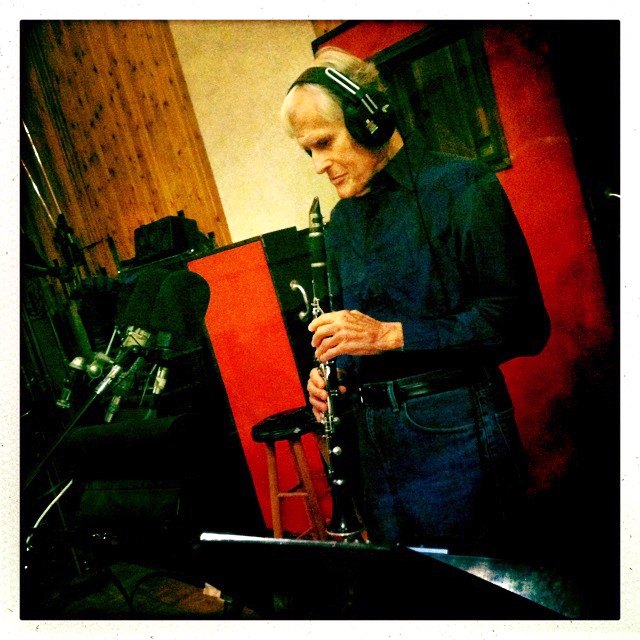
Mort Weiss

Mort Weiss (McKeesport, 1935 - 13 oktober 2021) was een Amerikaanse jazz-klarinettist. Hij speelde bebop.
Weiss speelt klarinet vanaf zijn negende. Tijdens zijn highschool-tijd trad hij enkele keren op de televisie op, tijdens zijn diensttijd speelde hij in een legerband waar hij ook tenorsaxofoon leerde spelen. Na zijn diensttijd speelde hij in rhythm & blues-groepjes en begon hij een eigen band, waarmee hij R&B en rock-'n-roll speelde en toerde in het middenwesten, Las Vegas en Los Angeles. In de tweede helft van de jaren zestig werkte hij in een muziekzaak, later begon hij zelf een zaak in bladmuziek. In 2001 keerde hij terug in de jazz, hij ging samenspelen met gitarist Ron Escheté en in 2002 kwam op zijn eigen platenlabel SMS Jazz zijn eerste album uit, "No Place to Hide". Daarna volgde een plaat met een kwartet, met Eschete en onder meer de organist Joey DeFrancesco. In 2006 nam hij een album op met fluitist Sam Most.

## Discografie
- No Place to Hide, 2002
- Mort Weiss Quartet (met Joey DeFrancesco), 2003
- The Three of Us, 2004
- The Four of Us: Live at Steamers, 2005 ('albumpick Allmusic.com)
- Mort Weiss Meets Sam Most, 2006
- The B3 and Me (met o.m. DeFrancesco), 2006
- All Too Soon, 2008
- Mort Weiss Meets Bill Cunliffe (met Sam Most), 2011
- I'll Be Seeing You, 2013